# Marie Sautet
 (novembre 2019).
 (novembre 2019).
 (novembre 2019).
Marie Sautet, née le 15 mai 1859 à Metz et morte à Issy-les-Moulineaux le 10 janvier 1937, a utilisé, avec son mari, la totalité de sa fortune pour envoyer des colis aux soldats de la Première Guerre mondiale. 

## Biographie

### Jeunesse
Marie Sautet est née Étienne à Metz le 17 mai 1859 au 61 rue Serpenoise. Elle est la cadette de deux autres enfants et la fille de Jean-Pierre Étienne, rentier né à Murville (Meurthe-et-Moselle) et de Marie-Jeanne-Joséphine Étienne née à Mercy-le-Bas (Meurthe-et-Moselle). Elle passe les premières années de sa vie au sein de l'artère principale de la ville jusqu'au décès de son père en 1864, puis change plusieurs fois d'adresse.
La guerre de 1870 entre la France de Napoléon III et le royaume de Prusse provoque le blocus de la ville de Metz. Marie et sa mère participent aux soins des malades de la typhoïde, de la variole et des blessés aux côtés des Dames de Metz. Elle est décorée d'une petite croix en or par le médecin-chef en 1871 pour acte de solidarité.
En 1882, elle devient madame Alfred Sautet en l'église Saint-Vincent de Metz. Après leur union, le couple déménage à Paris où il tient une boutique de maroquinerie qui fera leur fortune, au 36 rue Réaumur dans le 3e arrondissement.

### Guerre de 1914-1918
Au début de la guerre, les époux, n'ayant pas d'enfants, décident d'aider les soldats mobilisés. Ils envoient des colis depuis leur boutique à Paris. Soutenus par un réseau d'expatriés et par les autorités militaires, ils créent une entreprise de solidarité. Avec l'aide de cinq ouvrières, ils envoient des centaines de colis quotidiennement, accompagnés de cartes de soutien.
Des entreprises les fournissent en tabac, chocolat, bonbons, boîtes de conserve, livres et magazines et les blanchisseries rapportent le linge oublié.
Arrivé à destination, chaque colis est distribué aux troupes par un gradé, à raison d'un paquet par personne. De tous les fronts, prisonniers ou blessés dans les hôpitaux, les soldats décident de lui répondre en retour. En remerciement pour les colis reçus, quelques-uns confectionnent des souvenirs. D'autres joignent à leur courrier des dessins, des photographies les représentant, des poèmes, des chansons ou des fleurs séchées.

### Bilan de guerre
Marie Sautet a été la marraine de quarante régiments d'infanterie, des bataillons de chasseurs, de huit régiments belges, de batteries d'artillerie, d'escadrons de cavalerie, de régiments de zouaves et de spahis, de fusiliers marins, d'hôpitaux et trains de blessés, ainsi que de camps de prisonniers.
Sur la totalité des cinq années d'ouvrage, les époux dépensent approximativement plus de six millions de francs, envoient plus d'un million de colis et plus de cent tonnes de tabacs aux combattants. Ces dons perdurent après la signature de l'armistice et madame Marie Sautet étend son aide aux soldats démunis, aux veuves et orphelins de guerre.
Ce travail pousse le couple à la ruine et, après la mort de son époux, Marie s'exile dans un hospice pour déshérités et vit d'une rente viagère obtenue par les anciens combattants. Elle ne garde comme effets personnels que les lettres et cadeaux que les poilus lui ont envoyés pendant le conflit. Elle se confiera au Journal Paris-Midi du 21 avril 1927 : « J'ai été bien récompensée. J'ai conservé dans une armoire, plus de 90 000 lettres de filleuls ».

### Les hommages
En 1921, Alfred Sautet, aidé par le général de Maud'Huy, décide de regrouper toutes les Amicales de chasseurs à pied et alpins en une fédération pour fournir une aide morale ou matérielle aux soldats dans le besoin. Il en devient le premier président et lui attribue le nom de Fédération nationale des Anciens Chasseurs.
Marie  surnommée "Marraine de France" ou "Maréchal des Marraines" par les soldats et la presse, le 152e régiment d'infanterie, alors premier régiment de France, la désigne comme marraine officielle et les 1er et 20e bataillons de chasseurs lui octroient le titre de "chasseur de 1re classe".
Sa poitrine se trouve couverte de décorations : chevalier de l'Ordre d’Élisabeth de Belgique, honorée par la médaille de la Reconnaissance française, le ruban rouge, la médaille hospitalière des Sauveteurs bretons, la médaille de la bataille du Hartmannswillerkopf, le prix de vertu par l'Académie française, la médaille militaire, ainsi que la médaille commémorative de la guerre de 1870. On lui remet un diplôme d'honneur pour son œuvre durant la guerre et "l'œuvre du souvenir des défenseurs de Verdun" pour sa contribution financière à l'élaboration du monument de Douaumont.
« A consacré, pendant toute la guerre, son activité et sa fortune à l'amélioration du sort de nombreux soldats au front, ainsi que des blessés et des malades en traitement dans les formations sanitaires » (décret du 21 avril 1927). 
Marie Sautet est nommée au grade de chevalier dans l'ordre national de la Légion d'honneur, après la demande de 50 chefs de corps, le 21 avril 1927. Le 29 octobre 1927, la croix lui est remise des mains du général Gouraud dans la cour des Invalides à Paris.
En 1928, le maire de Metz, Paul Vautrin, les convie en tant qu'invités d'honneur de la Fête nationale du 14 juillet. Durant la cérémonie, il leur délivre un diplôme de reconnaissance. 
Marie Sautet est invitée dans toute la France par les anciens combattants et leurs fractions militaires. Elle participe à des banquets et des festivités dès la fin de la guerre et jusqu'au milieu des années 1930.

### Fin de vie
Durant la durée du conflit, les animaux jouent un rôle aussi bien technique que moral et sa petite chienne, "Mémère", est sacrée "Mascotte des Chasseurs" par un commandant du 1er bataillon en 1917 dans l'Aisne et l'un des rares animaux nommés brigadiers d'honneur. La petite chienne meurt en 1930 et repose au cimetière pour animaux d'Asnières sous un monument érigé en son honneur.
En décembre 1935, Alfred Sautet meurt dans leur demeure rue Réaumur. Le 10 janvier 1937, Marie, âgée de 78 ans, meurt à son tour dans l'hospice d'Issy-les-Moulineaux. Des obsèques nationales ont lieu dans l'église de la ville, financées par le président de la République et la ville de Metz. Ils reposent ensemble au cimetière du Père-Lachaise à Paris.
Des articles sont publiés par des journaux du monde entier en son hommage : au Canada, aux États-Unis, en Espagne, au Royaume-Uni et en Allemagne.
Le 26 mai 1989, une petite rue prend son nom dans sa ville natale.

### Le don au musée
Au soir de leur vie, les époux Sautet décident le don à la ville de Metz de l'ensemble des courriers, documents et objets reçus dans le cadre de leur action patriotique.
Le don est accepté en séance du conseil municipal de Metz du 3 décembre 1937. La collection suit l'inscription de douze tapisseries de jeunesse de Marie. Le préposé aux collections dresse l'inventaire de 10 395 éléments : courriers, cartes, décorations, diplômes, journaux, photographies, objets et souvenirs, etc. Depuis, la collection Marie Sautet est conservée en réserve du musée de la Cour d'Or à Metz.

## Distinctions
- Chevalière de la Légion d'honneur (1927)